# Dominique Aubier
Dominique Aubier (* 7. Mai 1922 in Cuers; † 2. Dezember 2014 in Damville, Frankreich; eigentlich Marie-Louise Labiste) war eine französische Schriftstellerin.

## Leben
Aubier wurde 1922 als Marie-Louise Labiste in Cuers im Département Var geboren. Ihre Mutter war Schneiderin, ihr Vater war Lastwagenfahrer. Sie wuchs bei ihren Urgroßeltern mütterlicherseits auf. Aufgrund ihrer schon in den ersten Schuljahren offenkundigen vielseitigen Begabungen wurde sie durch Stipendien gefördert. Ab 1943 studierte sie in Nizza. Sie schloss sich der Résistance an und wählte den Decknamen Dominique Aubier, den sie nach dem Krieg als ihren Namen beibehielt. 1945 heiratete sie den Arzt Genon Catalot, den sie in der Résistance kennengelernt hatte. 1949 brachte sie ihre Tochter und 1953 ihren Sohn zur Welt.
Von 1951 bis 1954 veröffentlichte Dominique Aubier sechs Romane. Ihr Mann, ein Schulmediziner, hielt ihre Werke für esoterischen und wertlosen Plunder, mit dem er nicht länger öffentlich in Verbindung gebracht werden wollte; dies führte 1958 zur Scheidung der Ehe.
Nach eigenen Angaben arbeitete Dominique Aubier 1959 mit Roberto Rossellini zusammen.
In den 1950er Jahren unternahm Dominique Aubier erste Reisen nach Spanien; 1960 ließ sie sich in Carboneras in der Provinz Almería nieder. Sie unterstützte eine Initiative, die 1968 dazu führte, dass die spanische Regierung das Alhambra-Edikt für unwirksam erklärte.
Seit den 1960er Jahren befasste sich Dominique Aubier vor allem mit Miguel de Cervantes und dessen Roman Don Quijote, in dem sie kabbalistische Einflüsse entdeckt zu haben glaubte. Von mit Cervantes vertrauten Literaturwissenschaftlern wird die These eines esoterischen Subtextes des Don Quijote einhellig abgelehnt.

## Werk
Dominique Aubier schreibt über ihre Arbeiten:
Denn meine Arbeiten haben nur einen Zweck: Den Code des Absoluten zu decodieren, den das planetare Gehirn seit Jahrhunderttausenden im Hirnareal unserer Frontallappen eingraviert hat, die klaren Überschneidungen der Gehirnstrukturen mit der alten Symbolik des hebräischen Alphabets freizulegen und das von allen Seiten zu beleuchten.
Alle Bücher, die ich seit 1960 schrieb sind Stufen, die zu diesem Ziel führen. Ein Zwischenstück braucht es noch: Es ist in Bearbeitung unter dem Titel La Haute Kabbale de l’Eternité (Die hohe Kabbala des Ewigen). Danach wird der Code endgültig freigelegt sein und in einer modernen begrifflichen Verflüssigung mit entsprechender naturwissenschaftlicher Untermauerung vorliegen, so, wie der Code es selbst seit langem gewollt hat, dann ist da die Luft raus und mir wird sie dann wohl auch wegbleiben.
Auf Deutsch erschienen:
- Fest in Sevilla (Bildband mit Fotografien von Brassaï), Buchheim Verlag, Feldafing 1954.
- Fiesta in Pamplona (Bildband mit Fotografie von Galle, Chapestro, Nisberg, Inge Morath), Manesse, Zürich 1955.
- Die Entschlüsselung der Gehirnstruktur. Jenseits von Wissenschaft und Offenbarung Viamala, Romanshorn 2003, ISBN 3-9521664-2-1.